# ベラグアス県
ベラグアス県（ベラグアスけん、Provincia de Veraguas）は、パナマ中部にある県。県都はサンティアーゴ・デ・ベラグアス（Santiago de Veraguas）。人口は約22万人。パナマの県でカリブ海と太平洋の両方に面している唯一の県である。ほとんどの住民は太平洋側に住んでいて、カリブ海側にはほとんど住んでいない。

## 歴史
クリストファー・コロンブスが第4回の航海で訪れており、彼はここにアメリカ大陸初の植民地を建設しようとしたが、原住民であるインディアンの攻撃を受け、断念している。県都のサンティアゴ・デ・ベラグアスは、1636年に設立されている。

## 隣接する県
- コロン県
- コクレ県
- エレーラ県
- ロス・サントス県
- チリキ県
- ノベ・ブグレ自治県

## 下位行政区画
1. Atalaya District
2. Calobre District
3. Cañazas District
4. La Mesa District
5. Las Palmas District
6. Mariato District
7. Montijo District
8. Río de Jesús District
9. San Francisco District
10. Santa Fe District
11. Santiago District
12. Soná District